# Jukka Laaksonen
Jukka Tapani Laaksonen, född 1 februari 1948 i Tammerfors, är en finländsk fysiker. 
Laaksonen var 1972–1974 forskare vid Statens tekniska forskningsanstalt, blev teknologie licentiat 1973, tjänstgjorde vid Strålsäkerhetscentralen från 1974 och var generaldirektör för sistnämnda myndighet 1997–2012. Han har innehaft expertuppdrag inom bland annat Internationella atomenergiorganet (IAEA), Organisationen för ekonomiskt samarbete och utveckling (OECD) och Europeiska unionen (EU).